# Carmona (kommunhuvudort i Spanien, Andalusien, Provincia de Sevilla, lat 37,47, long -5,65)
Carmona är en kommunhuvudort i Spanien.   Den ligger i provinsen Provincia de Sevilla och regionen Andalusien, i den sydvästra delen av landet, 400 km sydväst om huvudstaden Madrid. Carmona ligger 221 meter över havet och antalet invånare är 28 344.
Terrängen runt Carmona är huvudsakligen platt. Carmona ligger uppe på en höjd. Runt Carmona är det ganska glesbefolkat, med 27 invånare per kvadratkilometer. Carmona är det största samhället i trakten. Trakten runt Carmona består till största delen av jordbruksmark.